# Velká čínská nížina
Velká čínská nížina, někdy také Východočínská nebo  Severočínská nížina (čínsky 华北平原, v pchin-jinu Huáběi Píngyuán, v českém přepisu Chua-pej pching-jüan), je nížina rozkládající se na dolním toku Žluté řeky. Na východě končí na pobřeží Pochajského zálivu a vrchovinách Šantungského poloostrova. Na severu ji ohraničuje pohoří Jen-šan, na západě pohoří Tchaj-chang a Čchin-ling, na jihozápadě pohoří Ta-pie-šan. Na jihu a jihovýchodě přechází v nížinu středního a dolního toku Jang-c’-ťiang (čínsky 长江中下游平原, pinyin Chángjiāng Zhòngxiàyóu Píngyuán,v českém přepisu Čchang-ťiang Čung-sia-jou Pching-jüan), zkráceně pláně Jang-c’, s nimiž je někdy slučována ve Velkou čínskou nížinu v širším slova smyslu.
Západní část nížiny se středem zhruba mezi městy Kchaj-feng a Luo-jang je tradičně nazývána Čung-jüan (čínsky: 中原; v pchin-jinu: Zhōngyuán, doslova Centrální pláně) a je považována za kolébku čínské civilizace.
Povrch nížiny leží ve výšce 0–50 metrů nad mořem, má rozlohu 409 500 km². Původně jezerní a bažinatá oblast je od kultivace zemědělci po několik tisíc let hustě osídlená, pěstuje se zde pšenice, proso, čirok, kukuřice, bavlna a další plodiny. U města Ťi-nan uprostřed provincie Šan-tung se z nížiny zvedá ostrovní hornatina Tchaj-šan, která dosahuje nadmořské výšky 1524 m vrcholem Jü-chuang-ting a jejímž prodloužením je Šantungský poloostrov (Shandong Bandao, Šan-tung pan-tao).
Nížina zasahuje na území čínských provincií Che-pej, Che-nan, Šan-tung, An-chuej a Ťiang-su. Leží zde celá řada velkoměst: Peking, Tchang-šan, Tchien-ťin, Š'-ťia-čuang, Ťi-nan, C'-po, Čching-tao, Čeng-čou, Cao-čuang, Chuaj-nan, Nan-ťing a Šanghaj.